# Ануфриева, Мария Борисовна
Мари́я Бори́совна Ану́фриева (род. 22 ноября 1977, Петрозаводск) — российская писательница, журналист.

## Биография
Окончила филологический класс Державинского лицея, в 2001 году с отличием — факультет журналистики Санкт-Петербургского государственного университета, затем — аспирантуру там же. Во время учёбы была отмечена стипендией Правительства РФ за «выдающиеся успехи в обучении».
В 2002—2007 годы — старший преподаватель кафедры теории журналистики СПбГУ, читала курсы по дисциплинам «Теория и практика СМИ», «Право и этика СМИ», «Социология журналистики» и другим.
В 2013 году окончила курсы «Основы литературного мастерства» (литературная мастерская А. А. Аствацатурова, Центр дополнительного профессионального образования СПбГУКИ). Участвовала в Совещании молодых писателей при Союзе писателей Москвы (2012, 2013 — семинар прозы Е. А. Попова и А. Н. Курчаткина; 2014 — семинар критики Д. П. Бака и В. Е. Пустовой). Работает в сфере рекламы.
С композитором Ф. Клибановым организовала проект Суперпесня, объединяющий петербургских авторов и исполнителей.
Член Союза писателей Москвы (с 2013), Союза писателей Санкт-Петербурга (с 2014). Член редакционного совета литературно-художественного и общественно-политического журнала «Дружба народов»

## Творчество
Дебютный роман «Медведь» вышел в издательстве «Время» (Москва) в 2012 году и был отмечен критикой (рецензии в журналах «Дружба народов», «Дети Ра», «Поэтоград», «Русский пионер»). Известный прозаик и публицист Александр Мелихов написал отзыв для обложки романа: 

От прозы Марии Ануфриевой невозможно оторваться. Это очень страшно, потому что очень точно и очень правдиво. Но ужас не раздавливает, а мобилизует, потому что автор настоящий художник и настоящий… Если бы Мария Ануфриева была мужчиной, я бы знал, что сказать: настоящий мужчина. Но мужество женщины заставляет собраться с силами гораздо более повелительно. Поздравляю настоящих читателей с открытием настоящего писателя.
.

Весь этот человеческий «хоровод» показывает без прикрас одну жуткую истину: наше общество неизлечимо больно равнодушием и наплевательством, и отдельно взятая человеческая жизнь и судьба для него ничего не значат. «Диагноз» тем беспощаднее, чем выше в этой книге «градус реальности». Если это все не вымышлено, а списано с натуры… Без комментариев. Рождение книг об уродстве общества равнодушия и отчужденности — естественно, следствие глубоких социальных болезней. В этой тенденции Мария Ануфриева следует великой русской классике, критическому реализму В. Г. Белинского— Литературный критик Елена Сафронова о романе «Медведь»
.
В марте 2014 года вышла журнальная версия романа «Карниз»; роман вошёл в Лонг-лист премии «Русский Букер» и был номинирован на премию «Национальный бестселлер».
В 2017 году в журнале «Дружба народов», № 7, вышел роман «Доктор Х и его дети», который вошёл в длинный список национальной литературной премии «Большая книга-2017» и стал лауреатом Литературной премии им Н. В. Гоголя в номинации «Шинель»
В 2023 году роман «Доктор Х и его дети» был экранизирован.
Драма „Доктор“ (режиссёр Артем Темников, сценарий Артем Темников, Тамара Бочарова, Мария Ануфриева) получила 14 профессиональных наград, в том числе: приз за лучший сценарий первого Всероссийского фестиваля авторского кино „Зимний“, приз прессы, приз публики и Приз за лучшую мужскую роль на XXXI Всероссийском кинофестивале „Виват, кино России!“, Специальный приз Губернатора Алтайского края XХV Всероссийского Шукшинского кинофестиваля.
Фильм уникален тем, что наряду с профессиональными актёрами роли в нём исполнили воспитанник детских домов Ярославской области.
Публикует рассказы в литературных журналах «Знамя», «Дружба народов», электронных журналах Союза писателей Москвы «Кольцо А» и «Пролог».
Является постоянным автором старейшего литературного издания в России «Литературная газета»

### Избранные сочинения
- Ануфриева М. Б. Грязный Амур : рассказ // ЧАС РЭМ: Эти лихие 90-е: Сб. рассказов современных авторов / Сост.: А.Грановский. — LuLu, 2013[14].
- Ануфриева М. Б. Золотой получас : рассказ :  [рус.] // Знамя. — 2014. — № 10.
- Ануфриева М. Б. Карниз: Роман :  [рус.] // Дружба Народов. — 2014. — № 3.
  - Ануфриева М. Б. Карниз : [роман]. — М.: Эксмо, 2015. — 285+1 с. — (Лауреаты литературных премий / разраб.: А. Саукова, Ф. Барбышева). — 1200 экз. — ISBN 978-5-699-82813-5[15]
- Ануфриева М. Б. Классик : рассказ :  [рус.] // Кольцо А : журнал. — 2014. — № 69.
- Ануфриева М. Б. Летающий мальчик : рассказ :  [рус.] // Кольцо А : журнал. — 2013. — № 59.
- Ануфриева М. Б. Медведь : [роман]. — М.: Время, 2012. — 240 с. — 5000 экз. — ISBN 978-5-9691-0791-5[5]
- Ануфриева М. Б. Поговорить: рассказ. — 2013[16].
- Ануфриева М. Б. Снасти и страсти : Рассказ :  [рус.] // Дружба Народов. — 2013. — № 7.
- Ануфриева М. Б. Экстренная госпитализация :  [рус.] // Кольцо А : журнал. — 2013. — № 66.

## Критика
- Книжные новинки : Мария Ануфриева «Медведь» // Рязанские ведомости : газета. — 2013. — № 71 (4373).
- Крюкова Е. Н. Смерть и воскрешение :  [рус.] // Дружба Народов. — 2014. — № 5.
- Менщиков И. Мария Ануфриева «Медведь» :  [рус.] // Русский пионер.
- Облинова Д. Ануфриева Мария. Карниз: Роман :  [рус.] // Звезда. — 2015. — № 3.
- Сафронова Е. В. Мария Ануфриева. «Медведь». М.: «Время» (Серия «Самое время!»), 2012 : рецензия :  [рус.] // Дети Ра. — 2013. — № 5 (103).
- Секретов С. Ануфриева Мария. Доктор Х и его дети: Роман :  [рус.] // Урал. — 2017. — № 12.
- Сотникова А. Мария Ануфриева «Медведь» :  [рус.] // Поэтоград. — 2012. — № 28 (43).
- Елена Макеева. Новая русская проза: начало сентября :  [рус.] // Литературный портал "Горький". — 06.09.2017.

## Награды и признание
- рассказ «Поговорить» вошёл в лонг-лист международной Волошинской премии (2013)[5][16]➤
- роман «Карниз» вошёл в лонг-лист премии «Русский Букер» (2014)[17]
- роман «Карниз» вошёл в лонг-лист премии «Национальный бестселлер» (2015)[18]
- роман «Доктор Х и его дети» получил Литературную премию им. Н. В. Гоголя в номинации «Шинель» (2018).